# متمم هشتم قانون اساسی ایالات متحده آمریکا

اصل منشور در اداره آرشیو ملی آمریکا

متمم هشتم قانون اساسی ایالات متحده آمریکا (به انگلیسی: Eigth Amendment to the United States Constitution) یکی از اصلاحیه‌های در منشور حقوق ایالات متحده آمریکا است.
بر طبق این سند:
«اخذ وجه ضمان سنگین و جزای نقدی یا اعمال مجازات ظالمانه یا غیر متعارف ممنوع می‌باشد.»
این قانون حقوق مشخصی را برای افراد مشخص ساخت که شامل ممنوعیت مجازات بیرحمانه و غیر معمول می‌باشد. همچنین به پروتستان‌ها برای دفاع از خودشان در چارچوب حاکمیت قانون حق نگهداری و حمل سلاح را اعطا کرد. باشند. بر طبق این قانون همچنین کسی حق گرفتن مالیات بدون موافقت پارلمان را ندارد. علاوه بر این، قانون فوق بسیاری از اعمال جیمز دوم (انگلستان) را تقبیح کرد.

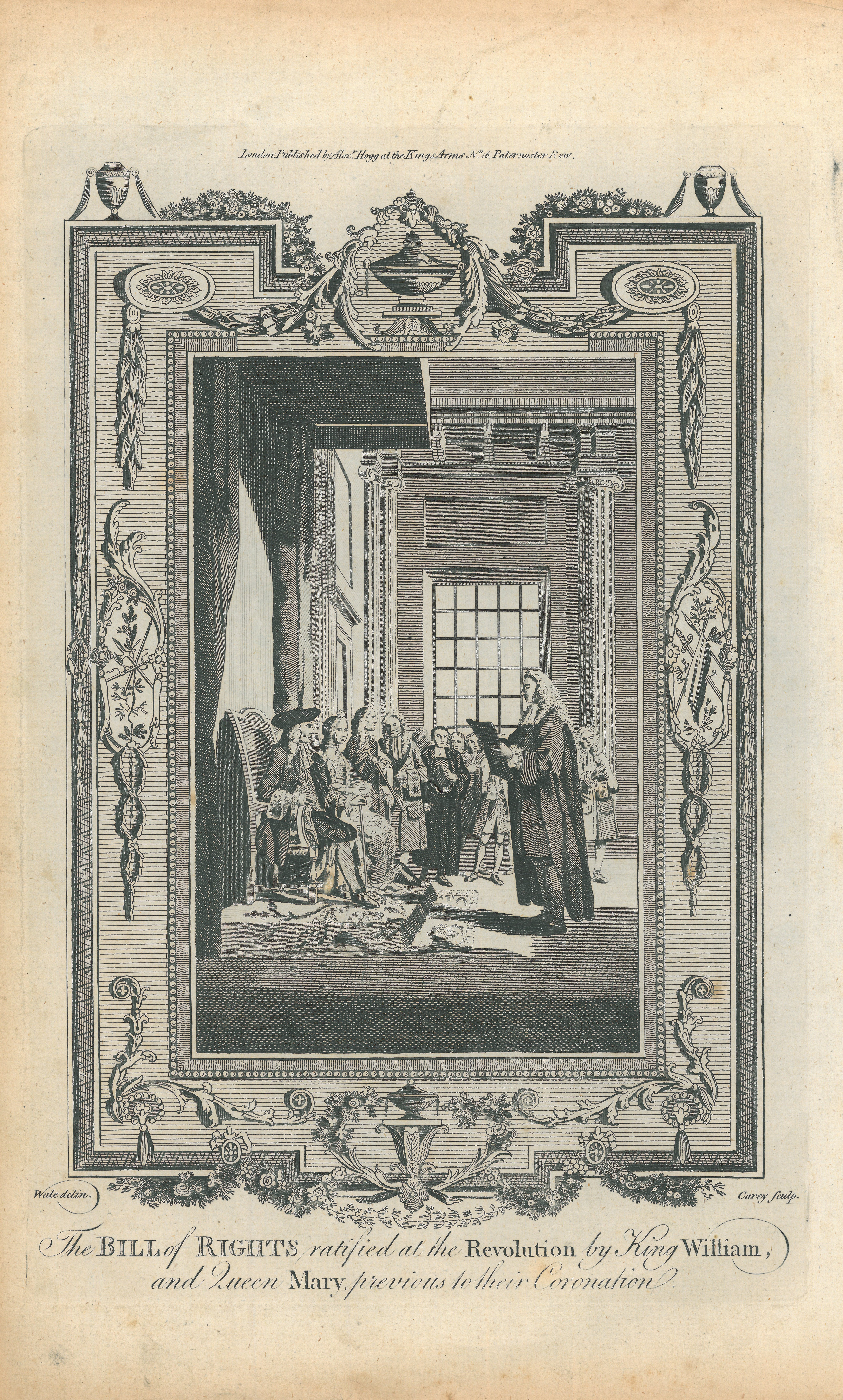
تصویب قانون

ممنوعیت علیه مجازات‌های بی رحمانه دادگاه‌ها را به این نتیجه کشاند که بعضی انواع مجازات‌ها از جمله غرق کردن و مثله کردن خلاف قانون اساسی است.دیوان عالی ایالات متحده آمریکا تحت عبارت مجازات بی رحمانه و غیرعادی در برخی امور اجرای حکم اعدام را ملغی ساخت. اما هنوز در بعضی موارد مثلاً در موارد ارتکاب قتل حکم مرگ در مورد محکوم اجرا می‌شود.